# Gaius Asinius Nicomachus
Gaius Asinius Nicomachus (fl. aut. 200) était un homme politique de l'Empire romain.

## Vie
Fils de Gaius Asinius Frugi, archiereus et stratège en 178, marié avec Gaia ...a Asinia Frugilla, petit-fils paternel de Gaius Asinius Rufus, petit-fils maternel de Gaia Asinia Julia et de son mari, et deux fois arrière-petit-fils de Gaius Asinius Frugi.
Il fut consul suffect autour de 200.
Il s'est marié avec Claudia Antonia Lepida. Leur fils était Gaius Asinius Lepidus.